# 王夔龍
王夔龍（？—？），字凤池，云南石屏人，明朝政治人物。

## 生平
萬曆二十年（1592年）壬辰科進士。任巴陵知县，多惠政。擢御史。